# Fernand Decanali
Fernand Julien Decanali, född 7 juli 1925 i Marseilles, död 10 januari 2017 i Marseilles, var en fransk tävlingscyklist.
Decanali blev olympisk guldmedaljör i lagförföljelse vid sommarspelen 1948 i London.